# Cathy O'Dowd
Cathy O'Dowd (née en 1968) est une alpiniste et conférencière sud-africaine. Elle est la première femme à atteindre le sommet de l'Everest par les faces nord et sud, le 25 mai 1996 et le 29 mai 1999,,. Elle vit dans les Pyrénées en Andorre.
Cathy O'Dowd grandit à Johannesbourg, en Afrique du Sud. Elle débute l'escalade à l'université. À 21 ans, elle participe à sa première expédition en montagne, dans le Ruwenzori en Afrique centrale.

## Expéditions himalayennes

### Face Nord
Vers la fin de 1995, O'Dowd terminait une maîtrise en études des médias à l'Université de Rhodes lorsqu'elle a postulé et obtenu une place pour la première expédition sud-africaine sur l'Everest. Le 11 mai 1996, huit alpinistes sont morts dans une violente tempête de neige lors de leur descente du sommet par le côté sud. Cela comprenait un guide et les chefs de deux expéditions, l'Américain Scott Fischer et le Néo-Zélandais Rob Hall. O'Dowd était au camp d'altitude juste en dessous de la crête sud-est, se préparant à atteindre le sommet avec son expédition lorsque le blizzard a frappé, forçant l'équipe à retarder la tentative de sommet. Elle atteint finalement le sommet le 25 mai 1996. L'un des membres du groupe sud-africain, Bruce Herrod, âgé de 37 ans, est décédé lors de la descente. Son corps fut découvert l'année suivante par une expédition indonésienne dirigée par Anatoli Boukreev.

### Face Sud
En 1998, elle tente l'ascension du versant nord de l'Everest, là où George Mallory avait disparu en 1924. Sa tentative s'est terminée quelques heures après le sommet lorsqu'elle est tombée sur Francys Arsentiev, une alpiniste américain qui gisait là depuis deux jours. L'équipe a tenté de lui porter secours mais son état de santé était très dégradé. L'équipe a du faire demi-tour et redescendre, en laissant Arsentiev sur place. Deux des Sherpas ont atteint le sommet. Elle y retrourne en 1999, et réussit cette fois, devenant la première femme à gravir l'Everest par les faces sud et nord.
Ian Woodall

### Face Est
En 2003, elle tente d'ouvrir, sans succès, une nouvelle voie sur la face Est de l'Everest.

## Autres expéditions
En 2000, elle devient la quatrième femme à gravir le Lhotse, la quatrième plus haute montagne du monde.
Au printemps 2004, elle rejoint la Britannique Rona Cant et le Norvégien Per-Thore-Hansen dans une expédition en traîneau à chiens de 650 kilomètres à travers l'Arctique norvégien, de Styggedalen à Nordkapp, le point le plus septentrional d'Europe.
Cathy O'Dowd a escaladé des montagnes à travers l'Afrique australe et centrale, en Amérique du Sud, dans les Alpes et dans l'Himalaya. Elle reste une alpiniste, une grimpeuse et une skieuse active[réf. nécessaire].
Elle épouse le premier chef de l'expédition sud-africaine sur l'Everest, Ian Woodall, en 2001 et vit en Andorre dans les Pyrénées.

## Livres
- - Everest: Free To Decide - Cathy O'Dowd & Ian Woodall (Struik Publishers 1998)  (ISBN 1-86872-101-9)
  - Just for the love of it - Cathy O'Dowd (Free To Decide Publishers 2001)  (ISBN 0-620-24782-7)